# Мещерский сельсовет
Меще́рский сельсове́т — муниципальное образование в Сердобском районе Пензенской области. Имеет статус сельского поселения.

## Общие сведения
Мещерский сельсовет располагается на востоке Сердобского района, общая территория составляет 15483 га. На территории сельского совета расположены 13 магазинов, автозаправочная станция, 2 спортзала, библиотека, участковая больница, средняя общеобразовательная школа, детский сад. Общее население на 01.01.2011 составляет 1393 человека.

## Население
| 2002  | 2010  | 2012  | 2013  | 2014  | 2015  | 2016  |
| ----- | ----- | ----- | ----- | ----- | ----- | ----- |
| 1515  | ↘1393 | ↘1373 | ↗1375 | ↘1358 | ↘1328 | ↘1309 |
| 2017  | 2018  | 2021  |       |       |       |       |
| ↘1289 | ↘1263 | ↘1170 |       |       |       |       |

## Состав сельского поселения
| № | Населённый пункт | Тип населённого пункта       | Население |
| - | ---------------- | ---------------------------- | --------- |
| 1 | Мещерское        | село, административный центр | ↘1263     |

## Глава администрации
Главой администрации Мещерского сельского совета является Старостин Александр Алексеевич.

## Адрес
442871, Пензенская область, Сердобский район, с. Мещерское, ул. Школьная, 27. Тел.: +7 84167 9-22-10